# Trimma woutsi
Trimma woutsi är en fiskart som beskrevs av Richard Winterbottom 2002. Trimma woutsi ingår i släktet Trimma och familjen smörbultsfiskar. Inga underarter finns listade i Catalogue of Life.